# سید عمار حکیم
سید عمار حکیم (زاده ۲۸ ژوئیه ۱۹۷۱ در نجف) سیاست‌مدار و روحانی شیعه عراقی رهبر فعلی جریان حکمت ملی عراق و رئیس اسبق مجلس اعلای اسلامی عراق است.
او برآمده از یک خانواده مذهبی و سیاسی پرنفوذ در عراق و زاده نجف اشرف است. پدر او سیدعبدالعزیز حکیم، سیاستمدار و روحانی تأثیرگذار در مرحله پس از سقوط حکومت صدام حسین در عراق بود. عموی وی، سیدمحمدباقر حکیم، نیز از چهره‌های شاخص اپوزیسیون عراق علیه رژیم بعث و از روحانیون برجسته شیعی عراق بود. پدربزرگ وی، سیدمحسن طباطبائی حکیم، نیز در زمان خود مطرح‌ترین مرجع دینی شیعیان در جهان بود.
او از طرف مادر نیز به خاندان صدر، از خانواده‌های معروف شیعی در ایران و عراق و لبنان، منسوب است. او داماد عموی خود سیدمحمدباقر حکیم است.

## نسب
از سادات طباطبایی است که نَسَبِ ایشان به ابراهیم طباطبا پسر اسماعیل دیباج  پسر ابراهیم غمر  پسر حسن مثنی  پسر حسن مجتبی می‌رسد. 

### ترک عراق در کودکی
سید عمار حکیم در ۹ سالگی همراه با پدر خود مجبور به ترک عراق شد و نخست به دمشق و سپس به تهران مهاجرت کرد.

### تحصیلات
او دوران تحصیل خود را در تهران گذراند و سپس وارد حوزه علمیه در قم شد و تا رتبه درس خارج تحصیل کرد. او همچنین مدرک کارشناسی ارشد الاهیات و معارف اسلامی، گرایش فقه و حقوق، دارد.

### فعالیت‌ها در ایران
سیدعمار حکیم در مرحله پیش از سقوط رژیم بعث (سال ۲۰۰۳) به فعالیت‌های تبلیغی و فرهنگی اشتغال داشت و در موارد متعددی به نمایندگی از عمویش، سید محمدباقر حکیم، در مراسم و برنامه‌های فرهنگی و سیاسی و مجامع شهروندان عراقی ساکن خارج از این کشور، ازجمله در اروپا و استرالیا حضور می‌یافت.
او همچنین مدیریت مرکز «دارالحکمة للعلوم الاسلامیة» را بر عهده داشت که مرکزی در قم برای آموزش و پرورش روحانیون و مبلغان شیعی بود.

### فعالیت‌ها در عراق
او در سال ۲۰۰۷ به مقام نایب رئیس مجلس اعلای اسلامی عراق برگزیده شد و در سال ۲۰۰۹ با درگذشت پدرش به اتفاق آرا به ریاست این مجلس انتخاب شد.

#### تأسیس جریان ملی حکمت عراق
در سال ۲۴ ژوئیه ۲۰۱۷ با اعلام جدایی از مجلس اعلای اسلامی عراق، جریان حکمت ملی عراق را تأسیس کرد و در نشست هیئت مؤسس این جریان در ۱ دسامبر ۲۰۱۷ به ریاست آن انتخاب شد.
وی در ۵ سپتامبر ۲۰۱۶ به ریاست ائتلاف ملی عراق (الائتلاف الوطنی العراقی)، بزرگ‌ترین تشکل سیاسی پارلمان عراق انتخاب شد.
حکیم در اول مارس ۲۰۱۲ در سخنرانی ای در بصره موضوع انتخاب بصره به عنوان پایتخت اقتصادی عراق را مطرح کرد و بارها این موضوع توسط نیروهای سیاسی وابسته به وی پیگیری شد تا اینکه سرانجام در سال ۲۰۱۷ به تصویب مجلس عراق و تأیید رئیس‌جمهور عراق رسید.

#### بازداشت توسط نیروهای ایالات متحده در عراق
در ۲۳ فوریه ۲۰۰۷، نشریه نیویورک تایمز در گزارشی خبر داد که سیدعمار حکیم در حین عبور از مرز ایران به عراق، توسط نیروهای آمریکایی برای ساعاتی بازداشت شد.

### آثار
- شرح رساله حقوق.
- ساخت و اداره دولت.
- تحولات سیاسی عراق.